# Penstemon clutei
Penstemon clutei är en grobladsväxtart som beskrevs av Aven Nelson. Penstemon clutei ingår i släktet penstemoner, och familjen grobladsväxter. Inga underarter finns listade i Catalogue of Life.